# Emil Meyer (nationalbankdirektør)
 Der er flere personer med dette navn, se Emil Meyer.
Emil Laurids Meyer (født 24. maj 1856 i København, død 2. januar 1913 sammesteds) var en dansk nationalbankdirektør og nationaløkonom, bror til Jacob Frederik, Leopold og Karl Meyer. 
Meyer blev student i 1872 fra Mariboes Skole, kom derefter straks i vekselererlære, men studerede i sin fritid nationaløkonomi og fuldendte statsvidenskabelig eksamen i 1878. I 1879 fik Meyer ansættelse i Nationalbanken, hvor han i nært samarbejde med Moritz Levy i 1888 avancerede til kontorchef. 1910—12 var Meyer direktør for Kongeriget Danmarks Hypotekbank, men vendte 1912 tilbage til Nationalbanken som direktør. Efter bankkatastrofen 1908—10 fik han betroet hvervet at lede afviklingen af Københavns Grundejerbank. Han skrev også større og mindre afhandlinger om nationaløkonomiske emner i Nationaløkonomisk Tidsskrift, Tilskueren, Studentersamfundets Smaaskrifter med flere steder. Han bidrog også til Christopher Hages Haandbog i Handelsvidenskab, 2. og 3. udgave. I sin behandling af teoretiske spørgsmål var Meyer nærmest påvirket af den tysk-østrigske skole.
Meyer brugte også tid på foreninger, som beskæftigede sig med socialt arbejde, og navnlig bidrog han til Nationaløkonomisk Forening.
I 1898 blev han Ridder af Dannebrog. Han er begravet på Mosaisk Vestre Begravelsesplads.